# Соболев, Андрей Андреевич (зоолог)
Андре́й Андре́евич Со́болев (19 декабря 1904 (1 января 1905), Житомир, — 4 ноября 1966, Владивосток) — советский зоолог-паразитолог, гельминтолог, специалист по нематодам-спируридам и некоторым другим группам гельминтов. Основатель «горьковской ветви» школы гельминтологов К. А. Скрябина и один из основателей дальневосточной гельминтологической школы.

## Биография
Родился в дворянской семье, но был внебрачным ребёнком. В 1930 году экстерном сдал экзамены за курс Нижегородского государственного университета и начал работать в Сормовском индустриально-педагогическом институте.
По совету профессора В. Д. Семёнова пробует свои силы в гельминтологии, обращаясь за консультацией непосредственно к К. И. Скрябину (основателю отечественной гельминтологической науки), общение с которым определило круг дальнейших научных интересов А. А. Соболева. Через некоторое время вокруг Соболева сформировался небольшой коллектив гельминтологов — сначала на базе кафедры биологии Сормовского индустриально-педагогического института, а в 1934 г., после его слияния с Горьковским педагогическим институтом, на кафедре зоологии, которую он возглавил и затем руководил до 1952 года.
С 1932 года под общим руководством А. А. Соболева было проведено 16 гельминтологических экспедиций, из которых 13 были зарегистрированы Всесоюзным обществом гельминтологов как союзные гельминтологические экспедиции.
С 1952 по 1958 год — заведующий кафедрой зоологии беспозвоночных Горьковского государственного университета. В 1959 году был переведен в Дальневосточный государственный университет, где до 1966 года возглавлял кафедру зоологии, основным направлением научной работы которой стало изучение гельминтофауны Дальнего Востока, которая на тот момент была изучена значительно слабее, чем в Европейской части страны.
Умер 4 ноября 1966 года во Владивостоке, от сердечного приступа.

## Труды
- Скрябин К. И., Соболев А. А. Спирураты животных и человека и вызываемые ими заболевания. Ч. 1. Спируроидеи. [Основы нематодологии. Т. 11]. М., 1963. 511 с.
- Скрябин К. И., Соболев А. А. Спирураты животных и человека и вызываемые ими заболевания. Ч. 2. Физалоптероидеи. [Основы нематодологии. Т. 12]. М., 1964. 334 с.
- Скрябин К. И., Соболев А. А., В. М. Ивашкин. Спирураты животных и человека и вызываемые ими заболевания. Ч. 3. Акуариоидеи. [Основы нематодологии. Т. 14]. М., 1965. 572 с.
- Скрябин К. И., Соболев А. А., В. М. Ивашкин. Спирураты животных и человека и вызываемые ими заболевания. Ч. 4. Телязиоидеи. [Основы нематодологии. Т. 16]. М., 1967. 624 с.
- Скрябин К. И., Соболев А. А., В. М. Ивашкин. Спирураты животных и человека и вызываемые ими заболевания. Ч. 5 (дополнение). [Основы нематодологии. Т. 19]. М., 1967. 239 с.
- Скрябин К. И., Н. П. Шихобалова, Соболев А. А. Определитель паразитических нематод. Т. 1. Спирураты и филяриаты. М., 1949. 519 с.
- Скрябин К. И., Н. П. Шихобалова, Соболев А. А., Парамонов А. А., Судариков В. Е. Определитель паразитических нематод. Т. 4. Камалланаты, рабдитаты, тиленхаты, трихоцефаляты, диоктофиматы и распределение паразитических нематод по хозяевам. М., 1954. 927 с.

## Некоторые виды, названные в честь А. А. Соболева
- Aploparaksis sobolevi Oshmarin & Morosov, 1948
- Birovilepis sobolevi (Spasskii, 1946)
- Choanotaenia sobolevi (Spasskaja & Makarenko, 1965)
- Dicranotaenia sobolevi (Bondarenko, 1966)
- Diorchis sobolevi Spasskaja, 1950
- Diphyllobothrium sobolevi Belouss, 1953
- Diplostomum sobolevi Shigin, 1959
- Habronema sobolevi Ryzhova & Dubov, 1955
- Monorcholepis sobolevi Spasskaya, 1970
- Oschmarinella sobolevi Skrjabin, 1947
- Prosthogonimus sobolevi Leonov & Belogurov, 1963
- Sobolevitaenia sobolevi Spasskaja & Makarenko, 1965
- Stellocaronema sobolevi Schumilo, 1964
- Tylenchorhynchus sobolevi Mukhina, 1970